# Municipio de Hanover (condado de Butler)
El municipio de Hanover (en inglés: Hanover Township) es un municipio ubicado en el condado de Butler en el estado estadounidense de Ohio. En el año 2010 tenía una población de 8311 habitantes y una densidad poblacional de 99,9 personas por km².

## Geografía
El municipio de Hanover se encuentra ubicado en las coordenadas 39°26′10″N 84°39′18″O / 39.43611, -84.65500. Según la Oficina del Censo de los Estados Unidos, el municipio tiene una superficie total de 83.19 km², de la cual 83.04 km² corresponden a tierra firme y (0.17%) 0.15 km² es agua.

## Demografía
Según el censo de 2010, había 8311 personas residiendo en el municipio de Hanover. La densidad de población era de 99,9 hab./km². De los 8311 habitantes, el municipio de Hanover estaba compuesto por el 97.62% blancos, el 0.75% eran afroamericanos, el 0.26% eran amerindios, el 0.37% eran asiáticos, el 0.07% eran isleños del Pacífico, el 0.14% eran de otras razas y el 0.78% pertenecían a dos o más razas. Del total de la población el 0.66% eran hispanos o latinos de cualquier raza.